# Consiglio di reggenza
Un consiglio di reggenza è un'istituzione destinata a governare un regno durante la minore età o l'interdizione di un monarca. È regolato in diversi statuti (ad esempio nella costituzione spagnola del 1978) o nei costumi costituzionali di un paese (ad esempio nel Regno Unito tramite i Regency Act). 
Abitualmente viene designata una commissione formata da tre o più persone (generalmente in numero dispari) che realizzano tutte le gestioni proprie della carica ricoperta dall'incapace. 
Durante la storia sono state stabilite diverse reggenze, inclusi casi gravi come quello di Riccardo di Gloucester (il futuro Riccardo III d'Inghilterra) sui suoi nipoti, i cosiddetti principi nella Torre.